# 976 до н. е.

## Події
- Початок правління Му-вана, правителя Династії Західна Чжоу.